# Hylodes babax
Hylodes babax és una espècie de granota de la família Leptodactylidae. Viu al Brasil, en una localitat a les muntanyes de Caparaó, a la frontera dels estats de Minas Gerais i Espírito Santo, on s'ha registrat al voltant dels 2.000 metres d'altitud. Habita el bosc primari i secundari. Les larves presumiblement viuen en rivelets poc profundes en el bosc, igual que amb altres espècies del gènere. És una espècie terrestre que habita entorns d'aigua dolça. No hi ha cap amenaça significativa per a la supervivència d'aquesta espècie, el seu hàbitat està tancat dins d'una àrea protegida. L'única localitat coneguda es troba dins del Parc Nacional do Caparaó.

## Descripció
Hylodes babax mesura entre 31 i 33 mm.